# أرنولد بينيت
أرنولد بينيت (بالإنجليزية: Arnold Bennett) (و. 1867 – 1931 م) هو كاتب سيناريو، وروائي، وكاتب سير ذاتية، وكاتب يوميات، وكاتب، وصحفي، وكاتب مسرحي، وناقد أدبي، من المملكة المتحدة، توفي عن عمر يناهز 64 عاماً، بسبب حمى تيفية.

## مطلع حياته
وُلد بينيت في منزل متواضع في مدينة هانلي في منطقة بوتريز بمقاطعة ستافوردشاير. كانت هانلي مدينةً ضمن ست مدن ضُمت جميعها في بداية القرن العشرين مثل مدينة ستوك أون ترينت وصورها بينيت في بعض رواياته باسم «المدن الخمس». أصبح والده، إينوك بينيت، محاميًا في عام 1876، وانتقلت العائلة إلى منزل أكبر بين مدينتي هانلي وبورسلم. درس بينيت في مدينة نيوكاسل أندر لايم.
وُظف بينيت لدى والده، ولكن كانت علاقته بهذا العمل فاشلةً. وجد بينيت نفسه يقوم بأعمال مثل تحصيل الإيجارات والتي كانت أعمالًا غير مناسبة له. كان بينيت أيضًا مستاءً من أجره القليل: فهي ليست مصادفةً أن نجد موضوع بخل الوالدين موضوعًا مهمًا في العديد من رواياته. كان بينيت قادرًا على كتابة بعض الأعمال الصحفاية في أوقات فراغه، ولكن كان تطوره المفاجئ بصفته كاتبًا بعدما ترك بوتريز. ترك بينيت العمل عند والده في سن 21 عامًا، وذهب إلى لندن ليعمل كاتبًا لأحد المحامين.
عانى بينيت من التلعثم في الكلام، والذي وصفه سومرست موم بأنه يجعلك «تتألم وأنت تشاهد صراعه أحيانًا للنطق بالكلمات». رأى موم، الذي كان يعاني من التلعثم أيضًا، أنه «باستثناء التلعثم الذي أجبره على الاستبطان، لم يكن أرنولد ليصبح كاتبًا أبدًا».

## حياته المهنية

### الصحافة واللاقصصية
فاز بينيت في عام 1889 في مسابقة أدبية أدارتها مجلة تيت بيتس وشُجع ليعمل بالصحافة بدوام كامل. وفي عام 1894، أصبح مساعد رئيس التحرير بمجلة وومان. لاحظ بينيت أن المواد التي تقدمها مؤسسة النشر للمجلة لم تكن جيدةً، ولذلك، كتب بينيت سلسلةً من المقالات التي اشترتها المؤسسة بمقابل 75 جنيهًا استرلينيًا، ما يعادل 10,000 جنيهًا استرلينيًا في عام 2019. كتب سلسلةً أخرى بعدها، والتي أصبحت رواية فندق بابل الكبير. ونُشرت روايته رجل من الشمال، بعد أربعة أعوام فقط، لتنال إشادة النقاد، وأصبح بينيت رئيس تحرير المجلة.
ترك بينيت رئاسة تحرير مجلة وومن في عام 1900 وكرس نفسه للكتابة بدوام كامل. ومع ذلك، استمر بينيت في الكتابة للصحف والمجلات بينما حظي بنجاح في عمله بصفته روائيًا. وفي عام 1926، وباقتراح من اللورد بيفربروك، بدأ بينيت في كتابة مقالة مؤثرة أسبوعية على الكتب في صحيفة لندن إيفيننج ستاندارد.
يعتبر كتاب المساعدة الذاتية كيف تعيش خلال الأربعة والعشرين ساعة باليوم أحد أكثر أعمال بينيت اللاقصصية شعبيةً. لم تُنشر يوميات بينيت كاملةً بعد، ولكن اقُتبست بعض المقتطفات منها في الصحافة البريطانية.

### الانتقال إلى فرنسا
انتقل بينيت إلى باريس في عام 1903، حيث تجمع الفنانون الآخرون من جميع أنحاء العالم في حي مونمارتر وحي مونبارناس. قضى بينيت أعوامه الثمانية التالية في كتابة الروايات والمسرحيات. اعتقد بينيت أن عامة الناس كانوا مؤهلين ليكونوا مواضيع لكتب ممتعة، وفي هذا الصدد، وكما اعترف بنفسه، تأثر بينيت بالكاتب الفرنسي غي دو موباسان. ظهر موباسان أيضًا بصفته كاتبًا يحاول ريتشارد لارش، بطل رواية رجل من الشمال لبينيت، أن يُقلد أسلوبه الخاص في الكتابة بأحد أعماله، ولكن دون جدوى.
حققت رواية بينيت حكاية الزوجات العجائز نجاحًا فوريًا عبر العالم الناطق بالإنجليزية عندما نُشرت في عام 1908. وفي عام 1911، زار بينيت الولايات المتحدة، وعاد بعدها إلى إنكلترا حيث أُشيد بحكاية الزوجات العجائز باعتبارها تحفةً فنيةً.

## جوائز وترشيحات
حصل على جوائز منها:
- الجائزة التذكارية لجيمس تايت بلاك [الإنجليزية]‏.

ترشح لـ:
- جائزة نوبل في الأدب (1926).[16]

## وصلات خارجية
- أرنولد بينيت على موقع IMDb (الإنجليزية)
- أرنولد بينيت على موقع الموسوعة البريطانية (الإنجليزية)
- أرنولد بينيت على موقع أول موفي (الإنجليزية)
- أرنولد بينيت على موقع قاعدة بيانات برودواي على الإنترنت (الإنجليزية)
- أرنولد بينيت على موقع قاعدة بيانات الأفلام السويدية (السويدية)
- أرنولد بينيت على موقع إن إن دي بي (الإنجليزية)
- أرنولد بينيت على موقع قاعدة بيانات الفيلم (الإنجليزية)
- أرنولد بينيت على موقع كينوبويسك (الروسية)